# (43605) Gakuho
(43605) Gakuho est un astéroïde de la ceinture principale.

## Description
(43605) Gakuho est un astéroïde de la ceinture principale. Il fut découvert le 25 novembre 2001 au Bisei Spaceguard Center par le programme BATTeRS. Il présente une orbite caractérisée par un demi-grand axe de 2,54 UA, une excentricité de 0,14 et une inclinaison de 13,3° par rapport à l'écliptique.